# UFC 246
UFC 246: McGregor vs. Cowboy è stato un evento di arti marziali miste tenuto dalla Ultimate Fighting Championship il 18 gennaio 2020 alla T-Mobile Arena di Las Vegas, negli Stati Uniti.

## Risultati
|                                   | Divisione            |                       |                 |                   | Metodo                                      | Round           | Tempo           | Premio          |
| Card Principale                   | Card Principale      | Card Principale       | Card Principale | Card Principale   | Card Principale                             | Card Principale | Card Principale | Card Principale |
| --------------------------------- | -------------------- | --------------------- | --------------- | ----------------- | ------------------------------------------- | --------------- | --------------- | --------------- |
|                                   | Pesi welter          | Conor McGregor        | batte           | Donald Cerrone    | KO tecnico (calcio alla testa e pugni)      | 1               | 0:40            | POTN            |
|                                   | Pesi gallo femminili | Holly Holm            | batte           | Raquel Pennington | Decisione non unanime (29–28, 30–27, 30–27) | 3               | 5:00            |                 |
|                                   | Pesi massimi         | Oleksij Olijnyk       | batte           | Maurice Greene    | Sottomissione (armbar)                      | 2               | 4:38            | POTN            |
|                                   | Pesi gallo           | Brian Kelleher        | batte           | Ode Osbourne      | Sottomissione (guillotine choke)            | 1               | 2:49            | POTN            |
|                                   | Pesi leggeri         | Carlos Diego Ferreira | batte           | Anthony Pettis    | Sottomissione (rear-naked choke)            | 2               | 1:46            | POTN            |
| Card Preliminare (ESPN)           |                      |                       |                 |                   |                                             |                 |                 |                 |
|                                   | Pesi mosca femminili | Roxanne Modafferi     | batte           | Maycee Barber     | Decisione unanime (30–27, 30–27, 30–26)     | 3               | 5:00            |                 |
|                                   | Pesi piuma           | Sodiq Yusuff          | batte           | Andre Fili        | Decisione unanime (29–28, 29–28, 29–28)     | 3               | 5:00            |                 |
|                                   | Pesi mosca           | Askar Askarov         | batte           | Tim Elliott       | Decisione unanime (29–28, 30–27, 30–27)     | 3               | 5:00            |                 |
|                                   | Pesi leggeri         | Drew Dober            | batte           | Nasrat Haqparast  | KO tecnico (pugni)                          | 1               | 1:10            | POTN            |
| Card Preliminare (UFC Fight Pass) |                      |                       |                 |                   |                                             |                 |                 |                 |
|                                   | Pesi mediomassimi    | Aleksa Camur          | batte           | Justin Ledet      | Decisione unanime (29–28, 30–27, 30–27)     | 3               | 5:00            | POTN            |
|                                   | Pesi mosca femminili | Sabina Mazo           | batte           | JJ Aldrich        | Decisione non unanime (28–29, 29–28, 29–28) | 3               | 5:00            |                 |

## Premi
I lottatori premiati ricevettero un bonus di 50.000 dollari.
Legenda:
- FOTN: Fight of the Night (vengono premiati entrambi gli atleti per il miglior incontro dell'evento)
- POTN: Performance of the Night (viene premiato il vincitore per la migliore performance dell'evento)